# Atletica leggera ai Giochi della XXVII Olimpiade - 5000 metri piani maschili

Video della Finale

I 5000 metri piani hanno fatto parte del programma di atletica leggera maschile ai Giochi della XXVII Olimpiade. La competizione si è svolta nei giorni 27-30 settembre 2000 allo Stadio Olimpico di Sydney.

## Presenze ed assenze dei campioni in carica
| Competizione         | Atleta            | Prestazione | Sydney 2000 |
| -------------------- | ----------------- | ----------- | ----------- |
| Olimpiadi 1996       | Vénuste Niyongabo | 13'07"96    | Presente    |
| Commonwealth 1998    | Daniel Komen      | 13'22”57    | Assente     |
| Goodwill Games 1998  | Luke Kipkosgei    | 13'20”27    | Non qual.   |
| Europei 1998         | Isaac Viciosa     | 13'37”46    | Assente     |
| Coppa del mondo 1998 | Daniel Komen      | 13'46”57    | Assente     |
| Asiatici 1998        | Mohamed Suleiman  | 13'55”79    | Presente    |
| Africani 1999        | Julius Gitahi     | 13'49”06    | Presente    |
| Mondiali 1999        | Salah Hissou      | 12'58"13    | Infortunato |
|                      |                   |             |             |
| Mondiali junior 1996 | Assefa Mezgebu    | 13'35”30    | Solo 10.000 |

## La gara
Il campione uscente, Vénuste Niyongabo, alle prese coi postumi di un infortunio, affonda nella seconda batteria.

Il favorito per la finale è Alì Saidi-Sief (Algeria) che, per essere più competitivo, si è concentrato solo su questa gara, lasciando la sua distanza preferita, i 1500 metri, a Hicham El Guerrouj.

La gara è lenta; dopo 4 km il gruppo è ancora compatto. Visto che nessuno si decide a fare la gara, ci pensa l'algerino, che si mette in testa e fa un giro in 60".

Alla campanella, Saidi-Sief si prende la responsabilità di attaccare e dà uno strappo; subito Million Wolde (Etiopia) si mette alle sue costole; li segue un terzetto composto da David Chelule (Kenya), Fita Bayisa (Etiopia) e Brahim Lahlafi (Marocco). All'inizio del rettilineo finale Wolde lancia la volata; Saidi-Sief non è in grado di contrattaccare. L'etiope vince in solitaria. Ha percorso gli ultimi 400 metri in 53"8. Dietro di lui Lahlafi supera Chelule e Bayisa e conquista la medaglia di bronzo.
Million Wolde, a 21 anni, è il più giovane vincitore di sempre di questa specialità.

Per la prima volta in questa gara i primi sei posti sono occupati da atleti africani.

## Risultati

### Turni eliminatori
| 2 Batterie | 27 settembre | 38 partenti    | Si qualificano i primi 6 più i 3 migliori tempi. |
| Finale     | 30 settembre | 15 concorrenti |                                                  |

### Finale
| Primatista mondiale   | 12'39"36 | Haile Gebrselassie | Solo 10.000 |
| Primatista stagionale | 12'49"28 | Brahim Lahlafi     | Presente    |

1. ↑  Record stabilito nel 1998.

Stadio Olimpico, sabato 30 settembre, ore 20:50.
| Pos | Paese    | Atleta         | Tempo    |
| --- | -------- | -------------- | -------- |
|     | Etiopia  | Million Wolde  | 13'35"49 |
|     | Algeria  | Ali Saïdi-Sief | 13'36"20 |
|     | Marocco  | Brahim Lahlafi | 13'36"47 |
| 4   | Etiopia  | Fita Bayisa    | 13'37"03 |
| 5   | Kenya    | David Chelule  | 13'37"13 |
| 6   | Etiopia  | Dagne Alemu    | 13'37"17 |
| 7   | Ucraina  | Sergej Lebid   | 13'37"80 |
| 8   | Germania | Jirka Arndt    | 13'38"57 |